# Nicotiana acaulis
Nicotiana acaulis là loài thực vật có hoa trong họ Cà. Loài này được Speg. mô tả khoa học đầu tiên năm 1902.